# Elektrolytisch polijsten

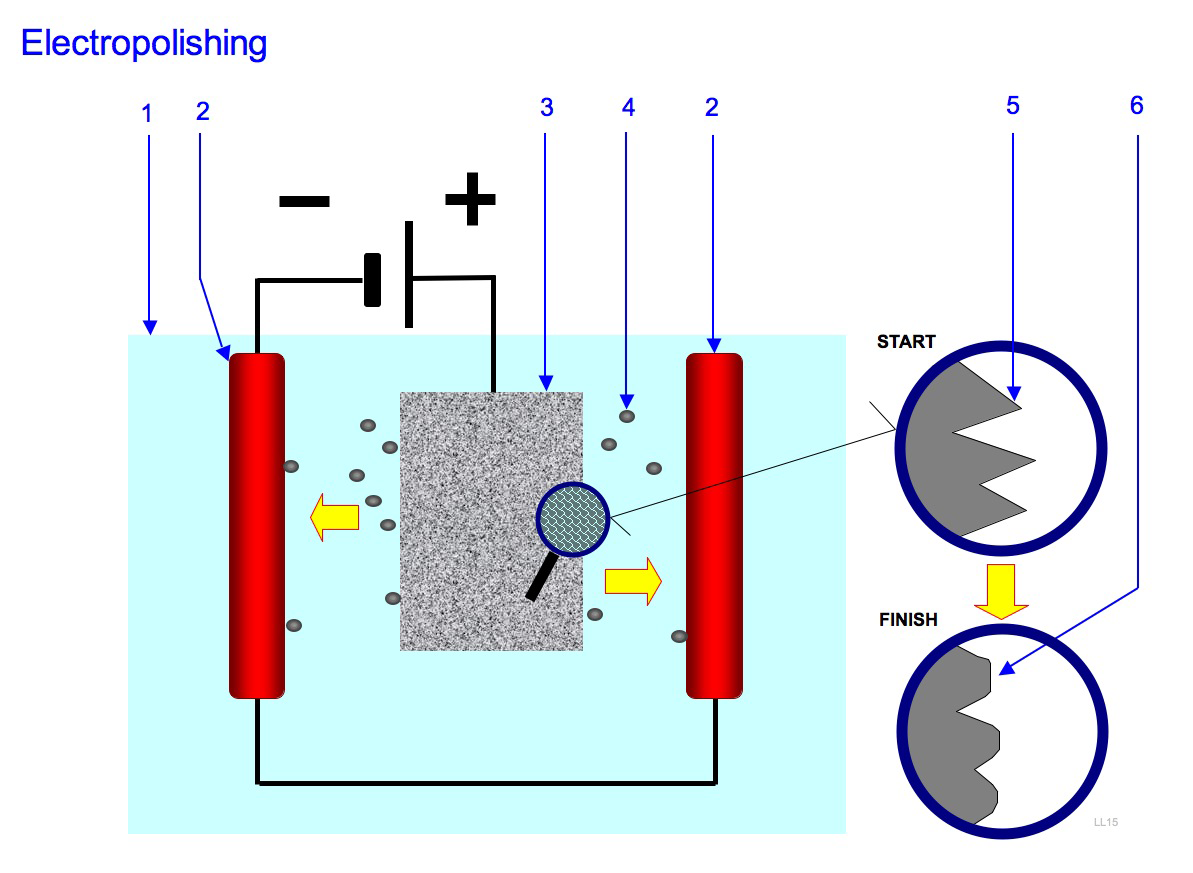
Principe van elektrolytisch polijsten:
1. Elektrolytenbad
2. Kathode
3. Werkstuk (anode)
4. Deeltje dat beweegt van het werkstuk naar de kathode
5. Oppervlak voor het polijsten
6. Oppervlak na het polijsten

Elektrolytisch of elektrochemisch polijsten is een elektrochemisch proces waarbij materiaal wordt verwijderd van een metalen werkstuk. Het wordt toegepast om oppervlakten te polijsten (gladder te maken). 
Het elektrolytisch polijsten gebeurt door het plaatsen van het werkstuk in een bad met elektrolyt, een bad met een geleidende vloeistof. Tussen de kathoden en het anodische werkstuk wordt een elektrische spanning V aangelegd. De spanning dwingt de metaalionen van het oppervlak van het werkstuk naar de kathoden te verplaatsen. Hierdoor verdwijnen de oneffenheden van het oppervlak, dat daardoor gladder wordt.
Elektrolytisch polijsten is het omgekeerde proces van elektrodepositie. 

## Toepassing
Elektrolytisch polijsten wordt in de meeste gevallen toegepast om gladde oppervlakken te verkrijgen, zodat deze minder snel gecontamineerd worden en beter kunnen worden gereinigd. Met name voor gebruik van metalen voorwerpen in de chemie, farmacie, transportsector en de chirurgie is dit een belangrijk proces.